# 卡尔戈
卡尔戈（德語：Kargow）是德国梅克伦堡-前波美拉尼亚州的市镇，隶属于梅克伦堡湖区县。总面积为69.4平方千米，截至2023年12月31日总人口为672人。